# Quintín Aldea Vaquero
Quintín Aldea Vaquero (Gema, Zamora, 7 de març de 1920 - Salamanca, 30 de gener de 2012) va ser un jesuïta, historiador i acadèmic numerari de la Reial Acadèmia de la Història i bibliotecari perpetu, entre altres càrrecs, responsabilitats i col·laboracions.

## Biografia
Va néixer a Gema, en el si d'una família d'agricultors, localitat en la qual va cursar els estudis primaris. Va continuar els seus estudis a l'escola apostòlica dels Missioners Oblats de Maria Immaculada, en el seminari menor de Carrión de los Condes, en el noviciat de la Província de Lleó que els jesuïtes espanyols van improvisar a Marquain (Bèlgica) i que va ser completant amb estudis en Lletres i Humanitats en Carrión de los Condes i Salamanca, amb els de Filosofia en Tudela i Oña, amb els de teologia a Comillas i Dublín. A més, va complementar la seva formació acadèmica en la Sorbona de París, a la Universitat Gregoriana de Roma, a Múnic, a Brussel·les i a la Universitat Complutense de Madrid. Durant la seva estada a Dublín va ser ordenat sacerdot (31 de juliol de 1951) i el 1954 va fer els últims vots en la Companyia de Jesús.
Des de 1958, i fins a 1965, va regentar la càtedra d'Història Moderna i Contemporània de Comillas. El 1965 es va incorporar al Consell Superior d'Investigacions Científiques (CSIC), agència estatal en la qual va exercir diverses comeses i càrrecs. A més, va dirigir l'Institut “Enrique Flórez” d'Història de l'Església, va ser redactor cap de la revista Hispània i director de l'Institut Germà-Español de Recerca de la Societat Görres a Madrid, entre altres responsabilitats.
El 21 de juny de 1996 fou elegit acadèmic de número de la Reial Acadèmia de la Història (RAH), substituint l'assassinat Tomás y Valiente, institució en la que també fou designat bibliotecari perpetu.

## Obra
Compta amb una obra extensa i variada, especialment relacionada amb la història eclesiàstica hispana i les relacions internacionals d'Espanya, a més d'haver dirigit i participat en una multitudinària llista de congressos internacionals. De la seva obra, destacar especialment el Diccionario de historia eclesiástica de España, el manual La Iglesia del siglo XX en España, Portugal y América Latina i en el tractat España y Europa en el Siglo XVII: correspondencia de Saavedra Fajardo, el llibre El indio peruano y la defensa de sus derechos. També hi van ser notables les seves col·laboracions en obres conjuntes i la seva coordinació, com és el cas del Diccionario Biográfico Español de la Real Academia de la Historia.